# 料羅灣空難
料羅灣空難又稱六六空難，是發生於1983年6月6日的中華民國福建省金門縣料羅灣海域的中華民國空軍C-119運輸機墜海事件。機上47人中，有9人生還、33人死亡、5人失蹤。該起空難也是金門史上首次空難。而由於當時金門處於戰地政務軍管時期，該起空難直到6月10日才刊登於《中國時報》、《聯合報》等報紙。
而關於賠償問題，由於當時金門民眾搭乘軍用飛機免費，軍方對遭遇意外事件導致傷亡不負賠償責任。當年軍方只付給罹難者及失蹤者家屬每人10萬元、傷者每人1萬5千元的「慰問金」。此外失事飛機殘骸長期未進行打撈，後來因為影響料羅港船隻航行才在國防部同意後進行打撈，打撈工作於2003年12月13日暫告一段落。

## 事件經過
1983年6月6日中午，金門戰地政務委員會的包機──空軍C-119運輸機起飛前往臺北，機上有47名人員，並載有金門高粱酒等貨物。雖然C-119是運輸機，但由於當時金門並沒有民航班機，金門民眾對外空中交通只能搭乘軍方飛機。而飛機在起飛後不久，就因故墜落料羅灣。根據副駕駛薛桓浩的說法，飛機在起飛幾分鐘後，因為右邊發動機熄火而得迫降海面。但由於高度不夠，無法安全迫降，迫降過程中遂以拉起機頭的方式，讓機身機尾先觸及海面來試著增加乘員的生還機會。
此外據說因為當時是部隊午休時間，在層層上報過程中因為不敢打擾長官午休，導致派出人員到現場救難時已經是事件發生50分鐘後的事。而據副駕駛薛桓浩的說法，他們大約是在事發後1小時才獲救。另外在救難時，據說有軍方長官要求時任金門縣縣長倪慶裕打撈落海的大批高梁酒。據受難者家屬的說法，當時家屬請人去搶救遭到軍方阻擋，之後罹難者屍體還得由家屬自行僱車運回鄉里辦理後事。
當年軍方並未進行調查，也未正式說明失事原因。不過金門民眾認為是機齡老舊跟載運超重金門高粱酒的緣故。

## 後續處理
空難發生後，消息遭到封鎖，臺灣的報紙直到6月10日才刊登空難的報導。軍方當時對此事件基於慰問之意，於1990年7月9日對於死亡及失蹤者發放慰問金10萬元，受傷者則是1萬5千元。後來空難者家屬曾依照〈國軍軍事勤務致人民傷亡損害補償條例〉提出補償金申請，但在2003年國防部國軍軍事勤務致人民傷亡損害補償委員會第十一次委員會議決中以已經發放慰問金為由被駁回。
飛機殘骸長期未進行打撈，據說在退潮時還能若隱若現地看到機尾。後來因為影響料羅港大型船隻進出，在立委吳成典強力要求下，國防部才同意進行打撈，相關工作在2003年12月13日暫告一段落。